# ادیت مرسک
ادیت مارکس (به انگلیسی: Edith Mærsk) یک کشتی است که طول آن ۳۹۷٫۰۰ متر (۱٬۳۰۲٫۴۹ فوت) می‌باشد. این کشتی در سال ۲۰۰۷ ساخته شد.